# Luboszyce (gmina)
Luboszyce – dawna gmina wiejska istniejąca w latach 1945–1954 w woj. wrocławskim (dzisiejsze woj. dolnośląskie). Siedzibą władz gminy były Luboszyce.
Gmina Luboszyce powstała po II wojnie światowej na terenie tzw. Ziem Odzyskanych (tzw. II okręg administracyjny – Dolny Śląsk). 28 czerwca 1946 gmina – jako jednostka administracyjna powiatu górowskiego – weszła w skład nowo utworzonego woj. wrocławskiego.
Według stanu z 1 lipca 1952 gmina składała się z 18 gromad: Bartodzieje, Bełcz Wielki, Chorągwice, Ciechanów, Głobice, Irządze, Karów, Kietlów, Lipowiec, Luboszyce, Lubów, Masełkowice, Miechów, Szaszorowice, Świerczów, Uszczonów, Wągroda i Żabin. Gmina została zniesiona 29 września 1954 wraz z reformą wprowadzającą gromady w miejsce gmin. Jednostki nie przywrócono 1 stycznia 1973 wraz z kolejną reformą reaktywującą gminy, a jej dawny obszar wszedł głównie w skład nowej gminy Jemielno.